# Plectrohyla sagorum
Espèce
Statut de conservation UICN

 EN B1ab(iii) : En danger
Plectrohyla sagorum est une espèce d'amphibiens de la famille des Hylidae.

## Répartition
Cette espèce se rencontre entre 1 000 et 2 050 m d'altitude de la Sierra Madre de Chiapas dans le centre-Sud du Chiapas au Mexique, au Sud-Ouest du Guatemala et dans le nord du Salvador.

## Publication originale
- Hartweg, 1941 : Notes on the genus Plectrohyla, with descriptions of new species. Occasional Papers of the Museum of Zoology University of Michigan, vol. 437, p. 1-11 (texte intégral).